# Diotim (Antologia grega)
A l'Antologia grega figuren diversos epigrames sota l'autoria de Diotim (grec antic: Διότιμος, llatí: Diotīmus), i, segons els filòlegs, es tracta de diversos personatges, pel cap baix tres.
Smith observa que un dels epigrames va atribuït a «Diotim d'Atenes, fill de Diopites», i l'identifica amb Diotim l'orador, mentre que un altre correspon a «Diotim de Milet», personatge altrament desconegut. Schneider pensa que, d'aquests epigrames, n'hi ha que correspondrien al gramàtic Diotim d'Adramítion. Reitzenstein pensa que els epigrames de la Garlanda de Melèagre (part de l'Antologia grega) corresponen a un poeta, tal vegada l'orador Diotim, mentre que la resta serien de Diotim d'Adramítion i Diotim de Milet.